# Ferrovia Alessandria-Cavallermaggiore
La ferrovia Alessandria–Cavallermaggiore è una linea ferroviaria italiana di proprietà statale a scartamento ordinario che collega Alessandria a Cavallermaggiore, passando per Nizza Monferrato e Castagnole delle Lanze.

## Storia
| Tratta                     | Inaugurazione    |
| -------------------------- | ---------------- |
| Cavallermaggiore–Bra       | 1º ottobre 1855  |
| Alessandria–Cantalupo      | 3 gennaio 1858   |
| Cantalupo–Nizza Monferrato | 13 ottobre 1864  |
| Nizza Monferrato–Canelli   | 25 febbraio 1865 |
| Canelli–Bra                | 26 maggio 1865   |

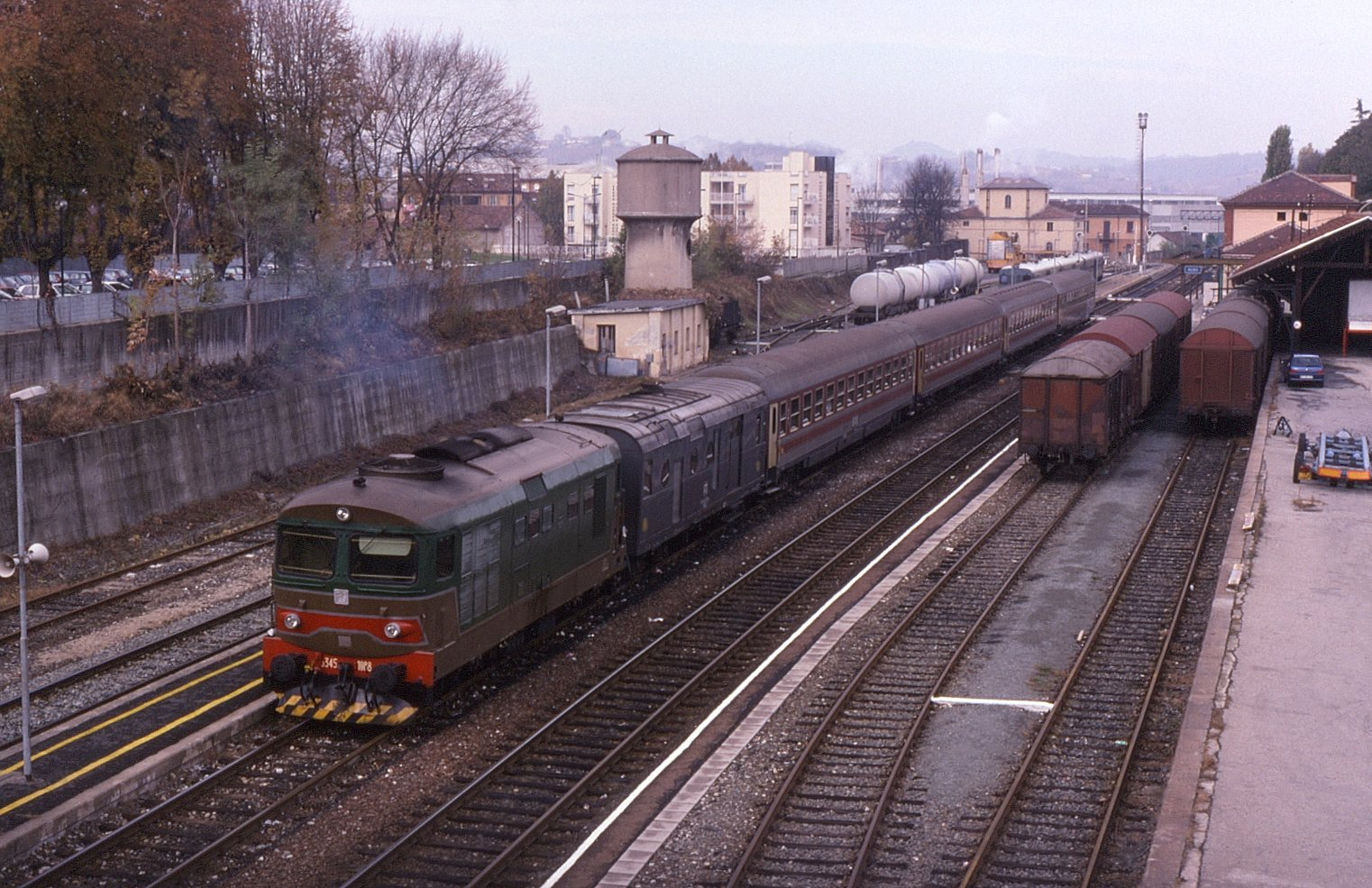
La stazione di Alba nel 1997

Il primo tratto ferroviario fu aperto il 1º ottobre 1855 come diramazione della Torino – Cuneo che da Cavallermaggiore giungesse fino a Bra.
Attorno alla metà degli anni sessanta del XIX secolo si decise di proseguire la linea per collegarla ad Alessandria. I lavori partirono da Cantalupo, stazione della linea Alessandria–Acqui, in direzione di Bra. Si raggiunse Nizza Monferrato il 13 ottobre 1864, mentre il tronco che da questa cittadina arrivava fino a Canelli fu aperto il 25 febbraio 1865. Il 26 maggio dello stesso anno, aperto all'esercizio il tronco fra Canelli e Bra, che completava l'itinerario prestabilito avvenne l'inaugurazione ufficiale con grandi festeggiamenti.
La linea fu in origine gestita da Strade Ferrate dello Stato Piemontese. Dal 1865 fu presa in gestione dalla Società per le Ferrovie dell'Alta Italia e dal 1885 fu gestita da Rete Mediterranea. A seguito della nazionalizzazione delle ferrovie, tra il 1905 e il 1906 la linea venne incorporata nella rete statale e l'esercizio fu assunto dalle Ferrovie dello Stato.
All'inizio degli anni duemila, la gestione della linea passò in carico a Rete Ferroviaria Italiana.

### Sospensione del traffico nella tratta Alessandria-Alba
Dal 30 aprile 2010 venne sospesa la circolazione nella tratta Castagnole delle Lanze-Alba a causa deil'instabilità alla galleria Ghersi (posta tra Barbaresco e Alba), che necessitava di ingenti interventi strutturali per la messa in sicurezza. Con il cambio orario del 17 giugno 2012 anche il servizio ferroviario fra Alessandria e Castagnole delle Lanze venne sospeso e sostituito da autobus.

### Elettrificazione della tratta Alba-Bra
Il 19 dicembre 2015 sono iniziati i lavori di elettrificazione della tratta Alba-Bra, così da permettere ai treni elettrici della linea SFM4 Torino-Bra di proseguire fino ad Alba.
L'11 dicembre 2016 è entrata in funzione l'elettrificazione tra le stazioni di Alba e Bra.
A seguito dell'elettrificazione, sono stati finanziati i lavori di riqualificazione delle stazioni nella tratta coinvolta, per renderle più fruibili ai viaggiatori e adeguarle al servizio ferroviario metropolitano, con l'innalzamento dei marciapiedi a 55cm in conformità agli standard europei, la realizzazione dei percorsi tattili e mappe per ipovedenti, l'installazione dei nuovi impianti d'informazione audio e video per i viaggiatori.

### Riapertura al turismo delle tratte sospese

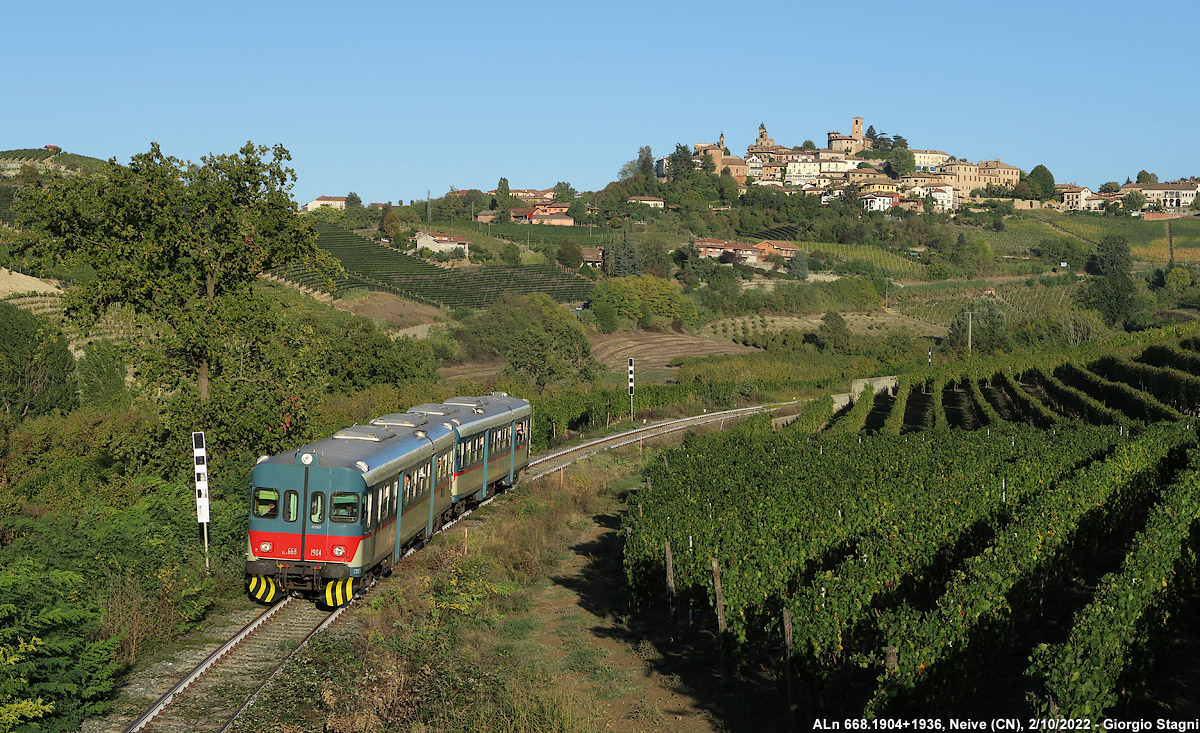
Doppia ALn 668 di Fondazione FS nei pressi di Neive

Nell'autunno 2017 la Giunta Regionale del Piemonte ha approvato lo schema per la riattivazione del tratto Alessandria-Castagnole delle Lanze al fine di una maggior valorizzazione turistica del territorio riconosciuto Patrimonio Unesco.
A partire dall'11 novembre 2018 è stata inaugurata la riapertura a scopi turistici delle tratte Asti-Castagnole-Nizza, con due corse turistiche effettuate dai treni storici, di cui il primo con doppia locomotiva a vapore e il secondo a trazione diesel con partenza da Torino Porta Nuova, in occasione della "Fiera del tartufo" a Canelli. Nuove corse di treni turistici sono state effettuate il 16 e 30 dicembre. Dal 4 maggio 2019 sono state prolungate alcune corse fino a Neive, effettuate da un'automotrice ALn 668, con provenienza da Torino via Asti, in previsione di una riapertura turistica anche della tratta Castagnole-Alba.
Il 20 ottobre 2020 è stato effettuato da RFI un sopralluogo nel tratto Alba-Neive e all'interno della galleria Ghersi su richiesta di Fondazione FS, costatandone le buone condizioni per la riapertura turistica.
Il 27 novembre 2021 è stata inaugurata la riapertura a scopi turistici della tratta Alba-Neive, con un treno storico proveniente da Torino Porta Nuova, diretto a Canelli, trainato da una locomotiva a vapore e preceduta da una a diesel.
Durante il discorso di inaugurazione ad Alba il 27 novembre 2021 il direttore della fondazione FS ha annunciato la prossima riapertura del tratto finale per Alessandria.

### Riapertura ordinaria della tratta Castagnole-Alba

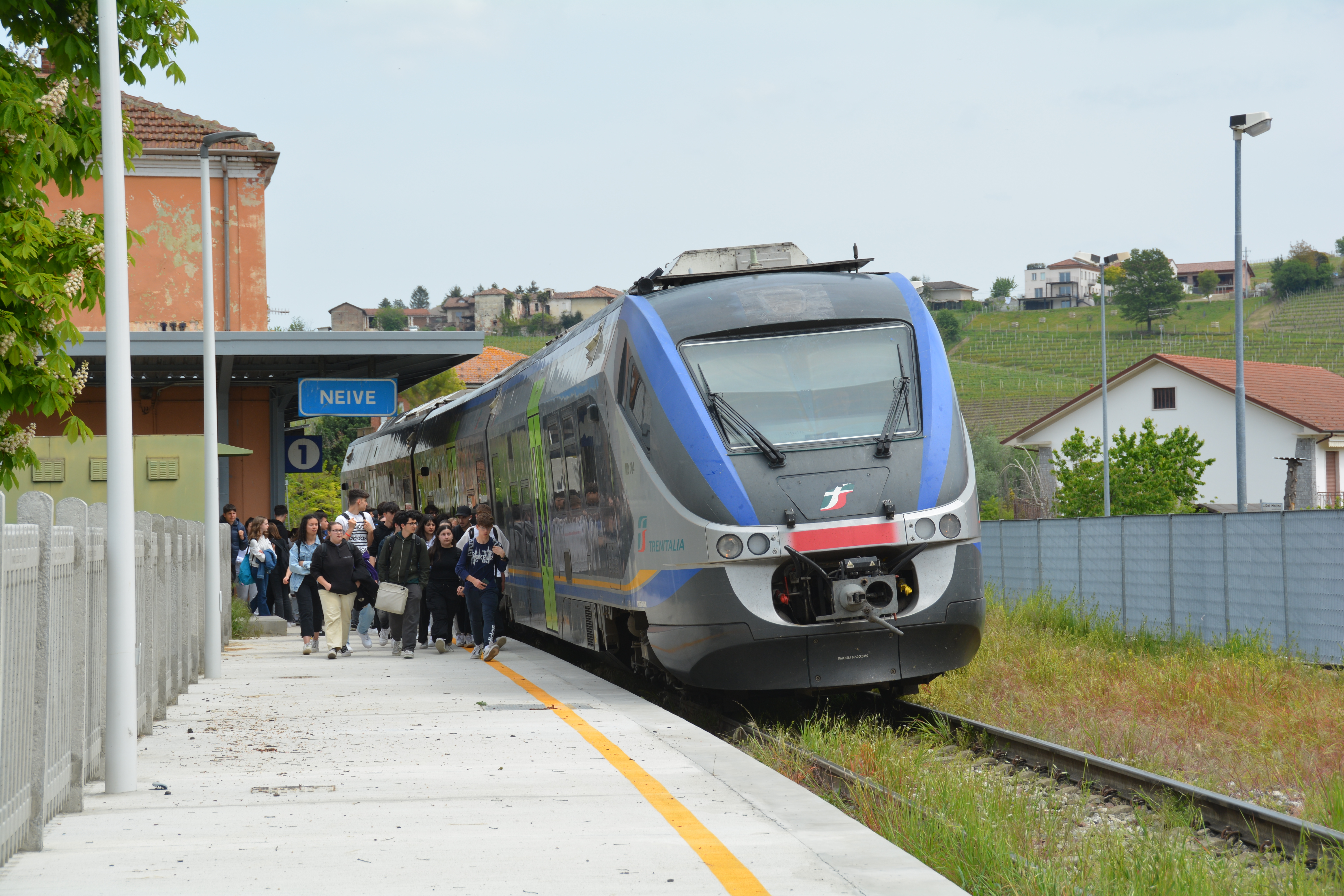
Minuetto presso la fermata di Neive

Dopo anni di battaglie dei territori, a giugno 2022 viene approvata dalla Regione la riapertura al servizio commerciale delle tratte Alba-Asti e Mortara-Casale, che avrebbe avuto effetto a partire da settembre 2023. Durante il periodo antecedente alla riapertura, la tratta Alba-Asti è stata sottoposta a lavori di manutenzione straordinaria, volti a garantire la piena efficienza della linea, con il completo ripristino degli apparati di circolazione e l'adeguamento degli impianti di sicurezza, vedendo l'installazione dell'odierno sistema SCMT (già presente sui tratti di linee elettrificati) in sostituzione al vecchio SSC, oltre alla risistemazione integrale dell'armamento. L'investimento per la riapertura delle due linee ha avuto un costo complessivo di 13 milioni di euro.
La tratta Asti-Alba è stata ufficialmente riaperta al servizio ordinario dall'11 settembre 2023, con 6 coppie giornaliere di treni nei giorni feriali.
Resta ancora abbandonato il tratto finale Nizza Monferrato-Cantalupo in direzione Alessandria.

## Caratteristiche
| Continuation backward |

| Unknown route-map component "CONTgq" | Unknown route-map component "ABZg+r" |  |

| Station on track |

| Unknown route-map component "d" |  | Unknown route-map component "ABZgl" | Unknown route-map component "SPLaq" | Unknown route-map component "dvCONTfq" |

|  | Unknown route-map component "ABZgl" | Unknown route-map component "CONTfq" |

| Unknown route-map component "SKRZ-Au" |

| Station on track |

|  | Unknown route-map component "ABZgl" | Unknown route-map component "CONTfq" |

| 8+356 |
| 0+000 |

| Unknown route-map component "HSTeBHF" |

| Stop on track |

| Unknown route-map component "HSTeBHF" |

| Unknown route-map component "HSTeBHF" |

| Unknown route-map component "HSTeBHF" |

| Unknown route-map component "HSTeBHF" |

|  | Unknown route-map component "ABZg+l" | Unknown route-map component "CONTfq" |

| Station on track |

| Unknown route-map component "CONTgq" | Unknown route-map component "ABZgr" |  |

| Unknown route-map component "HSTeBHF" |

| Station on track |

| Unknown route-map component "HSTeBHF" |

| Unknown route-map component "eHST" |

| Unknown route-map component "HSTeBHF" |

| Unknown route-map component "CONTgq" | Unknown route-map component "ABZg+r" |  |

| Station on track |

| Unknown route-map component "HSTeBHF" |

| Unknown route-map component "eHST" |

| Unknown route-map component "tSTRa" |

| Unknown route-map component "tSTRe" |

| Station on track |

| Unknown route-map component "hKRZWae" |

| Stop on track |

| Unknown route-map component "HSTeBHF" |

| Station on track |

| Stop on track |

|  | Unknown route-map component "eABZg+l" | Unknown route-map component "exCONTfq" |

| Station on track |

| Unknown route-map component "CONTgq" | Unknown route-map component "ABZgr" |  |

| Unknown route-map component "SKRZ-Au" |

| Stop on track |

|  | Unknown route-map component "ABZg+l" | Unknown route-map component "CONTfq" |

| Station on track |

| Unknown route-map component "CONTgq" | Unknown route-map component "xABZgr" |  |

| Unknown route-map component "exCONTf" |

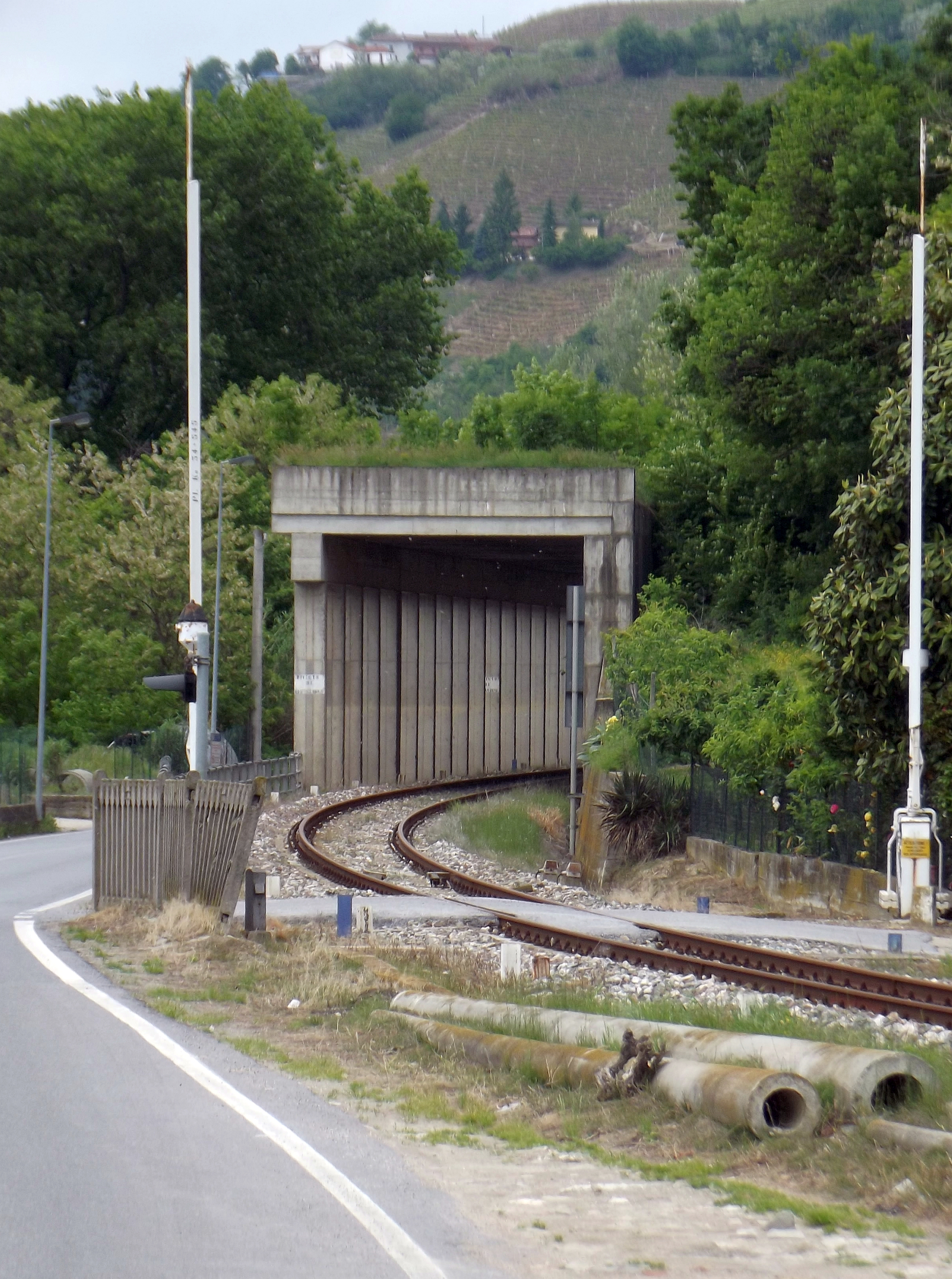
La linea presso Santo Stefano Belbo.

La linea è una ferrovia a binario semplice elettrificato soltanto nel tratto Alessandria-Cantalupo a doppio binario (in comune con la Alessandria-San Giuseppe di Cairo) e Alba-Bra; entrambi in corrente continua a 3000 volt. Lo scartamento adottato è quello ordinario. La sua lunghezza complessiva è di 97 chilometri e il gestore RFI la qualifica come "linea complementare".

### Percorso
Diramatasi dalla stazione di Alessandria e impiegando il binario diretto a Savona, la linea percorre tale ferrovia fino alla stazione di Cantalupo, dalla quale avviene la biforcazione tra le due tratte. 
La linea piega quindi in direzione ovest raggiungendo Oviglio, paese servito da una stazione; da qui la tratta incomincia ad attraversare i rilievi collinari del Monferrato e a costeggiare, senza mai oltrepassare, il fiume Belbo con un andamento caratterizzato da curve a medio raggio. In questo tragitto si trovano nell'ordine le stazioni di Carentino, Bergamasco, Bruno (prima stazione della provincia di Asti), Castelnuovo Belbo e Incisa Scapaccino. Dopo quest'ultima località la linea attraversa per la prima volta il Belbo e la tratta, entrata in una vasta conca, diventa rettilinea. Superato un altro ponte sul Belbo, la ferrovia giunge a Nizza Monferrato, dove si incrocia la linea Genova-Asti. 
Dopo Nizza Monferrato, la linea prosegue sulla falsa riga del tracciato precedente con un andamento sempre rettilineo e su un terreno campestre. Lungo questa tratta si incontrano le stazioni di Calamandrana e di Canelli, quest'ultima dotata di un raccordo merci che serviva l'adiacente stabilimento Gancia. Uscito dalla città del Moscato, il binario attraversa il Belbo per un'ultima volta e inizia a costeggiare la strada provinciale per poi scavalcarla e raggiungere la stazione di Santo Stefano Belbo, in provincia di Cuneo. Da qui la tratta abbandona la valle del Belbo per entrare in quella del Tinella, dove per qualche chilometro passa lungo il confine tra le province di Asti e di Cuneo. Lungo questo tragitto la sede ferroviaria corre parallela alla strada provinciale e vengono toccate le fermate di Calosso-Castiglione Tinella e di Costigliole d'Asti. Si arriva così alla stazione di Castagnole delle Lanze, dove si innesta la linea proveniente da Asti.
Superata Castagnole, la linea entra definitivamente in provincia di Cuneo e con un andamento sempre rettilineo e pianeggiante raggiunge la stazione di Neive. Dopo quest'ultima, la linea attraversa una sequenza di gallerie, tra cui quella denominata "Ghersi" (lunga poco più di un chilometro) e con un andamento tortuoso e in continua discesa, si porta verso la valle del Tanaro attraversando i rilievi collinari delle Langhe; lungo questo tratto si incrocia la piccola fermata di Barbaresco, soppressa da anni.
Con un'ampia curva a largo raggio, il binario completa la discesa e arriva nella stazione di Alba, capolinea della linea 4 del Servizio Ferroviario Metropolitano di Torino dopo i lavori di elettrificazione della tratta Alba-Bra. Passata Alba, la ferrovia costeggiando la sede stradale attraversa congiuntamente il Tanaro e raggiunge la periferia della capitale langarola, dove si trova la fermata di Mussotto. Da qui la sede ferroviaria scavalca la Strada Statale 231 di Santa Vittoria correndo parallela a essa e alle pendici delle colline del Roero. In questo tratto si incontrano le stazioni di Monticello d'Alba e di Santa Vittoria; da quest'ultima la linea inizia a salire giungendo ai piedi del paese di Pocapaglia, dove si trova l'omonima fermata.

La tratta incomincia quindi a scendere, oltrepassando una galleria e giungendo con un'ampia curva al termine della discesa, dove si incontra la stazione di Bra, in cui fino al 1994 avveniva l'incrocio con la linea Carmagnola-Bra-Ceva, di cui solo il primo tratto è ancora attivo, mentre il secondo è stato in gran parte danneggiato dall'Alluvione del Tanaro del 1994, rimanendo attivo nella sola tratta fino a Cherasco per il servizio merci. Lasciata Bra, la linea ormai in pianura sottopassa l'Autostrada A6 Torino-Savona, nonché la fermata di Madonna del Pilone, giungendo al capolinea nella stazione di Cavallermaggiore, sulla ferrovia Torino-Fossano-Savona e dalla quale si dipartiva la linea dismessa per Moretta.

## Traffico

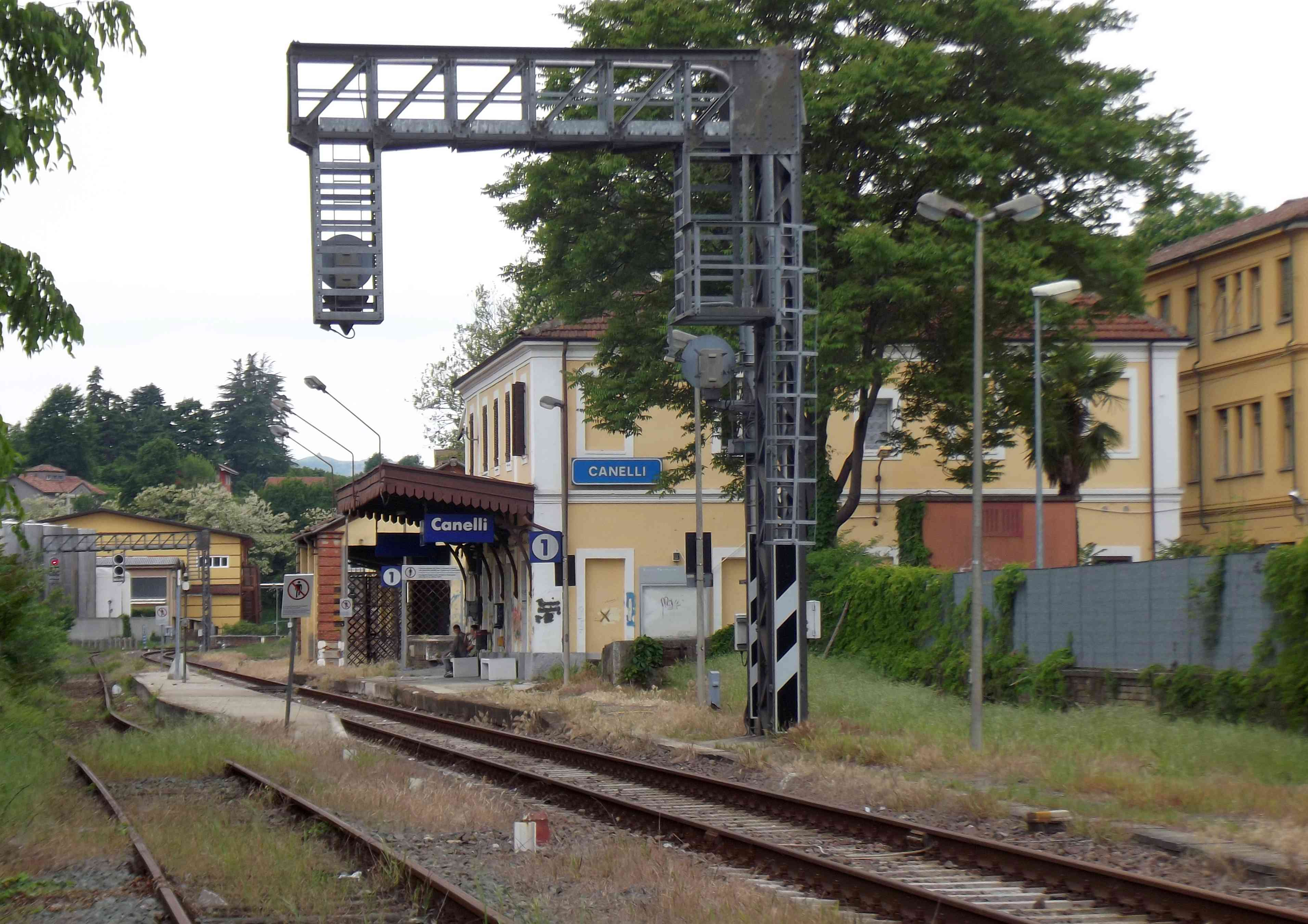
La stazione di Canelli nel 2014.

I treni che percorrono sono tutti di tipo regionale. Rimane attiva solo la tratta Alba-Bra servita dai treni della linea SFM4 del servizio ferroviario metropolitano di Torino che collega Ciriè e l'aeroporto di Caselle ad Alba passando per Carmagnola, tratto iniziale dell’ex ferrovia Carmagnola - Bra - Ceva. Le corse nel tratto rimanente erano comprese tra Alessandria e Castagnole delle Lanze e tra quest'ultima cittadina e Bra. Alcune corse della prima direttrice proseguivano fino ad Alba o Novara, in quest'ultimo caso impegnando la Novara–Alessandria.
Dall'11 novembre 2018 la tratta compresa tra Castagnole e Nizza Monferrato è servita su calendario da treni turistici della Fondazione FS, con relazioni dirette principalmente verso la località di Torino. Nel calendario dei treni storici del 2019 risulta coinvolta anche la tratta Castagnole-Neive.
Dal 27 novembre 2021 è stata inaugurata la riapertura del tratto Alba - Castagnole delle Lanze per fini turistici, grazie al contributo della Fondazione delle Ferrovie dello Stato Italiane. La prima locomotiva ad aver circolato per la riapertura della linea è stato il locomotore Diesel-elettrico D445 1001, assegnato al DL di Torino, seguito dalla locomotiva a vapore Gr. 640 143. Alla giornata di inaugurazione era presente anche il presidente della Regione Piemonte Alberto Cirio, il quale ha ipotizzato un futuro utilizzo della linea con treni trazionati ad idrogeno.
La maggior parte delle stazioni aveva a disposizione uno scalo merci e fino all'inizio degli anni duemila sulla linea venivano effettuati alcuni trasporti merci provenienti da Alessandria in direzione Bra. Vicino alla stazione di Santa Vittoria è ancora presente l’ex raccordo della Diageo (ex Cinzano), ormai non più connesso alla linea. Vicino alla stazione di Alba erano presenti due raccordi, quello della Ferrero e quello della Casa Editrice San Paolo. Di quello della Ferrero non rimane alcuna traccia, mentre quello della San Paolo è disarmato ma è ancora visibile il cancello d'ingresso. Infine alla stazione di Bra si dirama un raccordo merci fino a Cherasco, breve tratto della dismessa Bra-Ceva, che serve una fabbrica di containers.